# Spisula subtruncata
La spisola (Spisula subtruncata da Costa, 1778), è una specie di mollusco bivalve della famiglia delle Mactridae. Si tratta di una specie bivalve presente nel Mar Mediterraneo sia sul fondale sabbioso che a bassa profondità.

## Aspetto
Di misure variabile dai 20 fino ai 28 mm. Di colore biancastro con bordi andanti sul nero, con periostraco bruno chiaro negli esemplari pescati non nelle conchiglie. Hanno un aspetto inconfondibile per la loro forma triangolare molto bombata e posteriormente appuntita e per le linee di accrescimento molto visibili.

## Diffusione
Risulta essere molto abbondante in tutto il Mediterraneo.